# Quận Nuckolls, Nebraska
Quận Nuckolls là một quận thuộc tiểu bang Nebraska, Hoa Kỳ.
Quận này được đặt tên theo. Theo điều tra dân số của Cục điều tra dân số Hoa Kỳ năm 2000, quận có dân số 5057 người. Quận lỵ đóng ở Nelson6.

## Địa lý
Theo Cục điều tra dân số Hoa Kỳ, quận có diện tích 1492 km2, trong đó có 2 km2 là diện tích mặt nước.

### Quận giáp ranh
- Quận Clay, Nebraska - bắc
- Quận Fillmore, Nebraska - đông bắc
- Quận Thayer, Nebraska - đông
- Quận Republic, Kansas - đông nam
- Quận Jewell, Kansas - tây nam
- Quận Webster, Nebraska - tây

## Thông tin nhân khẩu
Theo điều tra dân số 2 năm 2000, quận đã có dân số 5.057 người, 2.218 hộ gia đình, và 1.443 gia đình sống trong quận hạt. Mật độ dân số là 9 người trên một dặm vuông (3/km ²). Có 2.530 đơn vị nhà ở với mật độ trung bình là 4 trên một dặm vuông (2/km ²). Cơ cấu điểm chủng tộc của dân cư quận gồm có 98,91% người da trắng, 0,02% da đen hay Mỹ gốc Phi, 0,06% người Mỹ bản xứ, 0,16% ở châu Á, 0,53% từ các chủng tộc khác, và 0,32% từ hai hoặc nhiều chủng tộc. 1,01% dân số là người Hispanic hay Latino thuộc một chủng tộc nào.
Có 2.218 hộ, trong đó 26,50% có trẻ em dưới 18 tuổi sống chung với họ, 58,80% là đôi vợ chồng sống với nhau, 4,60% có một chủ hộ nữ và không có chồng, và 34,90% là không lập gia đình. 32,30% hộ gia đình đã được tạo ra từ các cá nhân và 18,00% có người sống một mình 65 tuổi hoặc lớn tuổi hơn là người. Cỡ hộ trung bình là 2,26 và cỡ gia đình trung bình là 2,86.
Trong quận tháp tuổi dân cư được trải ra với 23,40% dưới độ tuổi 18, 5,40% 18-24, 22,50% 25-44, 24,30% từ 45 đến 64, và 24,40% từ 65 tuổi trở lên người. Độ tuổi trung bình là 44 năm. Đối với mỗi 100 nữ có 92,50 nam giới. Đối với mỗi 100 nữ 18 tuổi trở lên, đã có 91,90 nam giới.
Thu nhập trung bình cho một hộ gia đình trong quận đạt mức $ 28.958, và thu nhập trung bình cho một gia đình là $ 35.018. Phái nam có thu nhập trung bình $ 24.533 so với 17.806 $ cho phái nữ. Thu nhập bình quân đầu người là 15.608 USD. Có 6,50% gia đình và 11,20% dân số sống dưới mức nghèo khổ, bao gồm 16,70% những người dưới 18 tuổi và 8,90% của những người 65 tuổi hoặc hơn.